# Frederik Ohlrogge
Frederik (Friedrich) Ernst Johan (von) Ohlrogge (12. november 1772 i Hannover – 6. maj 1839) var en dansk officer.
Han afgik 1829 som oberst i Ingeniørkorpset og blev karakteriseret generalmajor og kommandant på Kronborg, hvilket han var fra 1. februar 1829 til 1. februar 1839. Han har udført flere kort over fæstningen.
Han var Kommandør af Dannebrogordenen og Dannebrogsmand.
Han er begravet på Helsingør Kirkegård, hvor H.E. Freund har udført gravmonumentet.